# COVID-19-Pandemie in Angola
Die COVID-19-Pandemie in Angola tritt als regionales Teilgeschehen des weltweiten Ausbruchs der Atemwegserkrankung COVID-19 auf und beruht auf Infektionen mit dem Ende 2019 neu aufgetretenen Virus SARS-CoV-2 aus der Familie der Coronaviren. Die COVID-19-Pandemie breitet sich seit Dezember 2019 von China ausgehend aus. Ab dem 11. März 2020 stufte die Weltgesundheitsorganisation (WHO) das Ausbruchsgeschehen des neuartigen Coronavirus als Pandemie ein.

## Verlauf und Maßnahmen

### März 2020
Am 3. März 2020 setzte Angola an allen seinen 32 Eingangsstellen ins Staatsgebiet ein Einreiseverbot für Reisende aus China, Südkorea, Iran und Italien in Kraft und schrieb für Einreisende aus Portugal, Frankreich und Spanien eine Zwangsquarantäne von mindestens 14 Tagen vor, dazu kamen allgemeine Aus- und Einreisebeschränkungen für angolanische Staatsbürger. Bis zum 20. März 2020 befand sich das Land in einer Phase der Erwartung möglicher Fälle von SARS-CoV-2-Infektionen. So erklärte der Leiter des Unternehmens Civep Contravem Angola, man verzeichne für die hier hergestellten Schutzmasken und -Kleidung noch keine erhöhte Nachfrage, verfüge aber über genügend Lagerbestände an Rohmaterial, um im Bedarfsfall die Produktion zu erhöhen und die Nachfrage zu decken.
Mit Wirkung vom 20. März wurden alle angolanischen Grenzen für 15 Tage geschlossen. Präsident João Lourenço verbot alle Ankünfte an Flughäfen und stoppte für zwei Wochen das Anlegen von Passagierschiffen in angolanischen Häfen. Alle diese Verbote galten bis zum 4. April.
Am 21. März 2020 wurden von der angolanische Gesundheitsministerin Sílvia Lutucuta die ersten beiden SARS-CoV-2-Fälle in Angola bestätigt. Es handelte sich um zwei am 17. und 18. März aus Portugal eingereiste Angolaner. Die Ministerin erklärte als Sofortmaßnahmen zusätzliche Flüge zwischen Angola und Lissabon und Porto, um angolanische Staatsbürger zurückzuholen, parallel werden umgehend Quarantäneeinrichtungen zu dem Zweck geschaffen. In den WHO-Situationsberichten tauchten diese Fälle erstmals am 22. März 2020 auf.
Alle Schulen in Angola schlossen am 24. März.
Seit dem 27. März gilt das Verbot, sich auf der Straße aufzuhalten, ausgenommen sind notwendige Wege zum Einkaufen und zur Arbeit in bestimmten, gesellschaftsrelevanten Berufen. Ein Verstoß kann mit der sofortigen Festnahme geahndet werden. Diese Anordnung gilt jedoch nicht für Angehörige des Diplomatischen Corps und der im Land akkreditierten internationalen Organisationen. Außerdem gilt ein interprovinzielles Reiseverbot sowie ein Ein- und Ausreiseverbot für Personen von und nach Angola, ausgenommen sind Patienten, welche die Landesgrenzen zur medizinischen Behandlung passieren müssen.
Am 29. März wurden die ersten beiden Todesfälle im Zusammenhang mit COVID-19 registriert, während die Gesamtzahl der bestätigten Fälle auf sieben stieg. Am 30. März wurde der erste genesene Angolaner verzeichnet.

### April 2020
Bis zum 6. April 2020 wurden von der WHO 14 COVID-19-Fälle und zwei Todesfälle in Angola bestätigt.
Am 10. April kamen dank der guten angolanisch-kubanischen Beziehungen 257 Ärzte aus Kuba nach Angola, um bei der Eindämmung von COVID-19 in Angola zu helfen.

### Mai 2020
Am 6. Mai wurden die ersten Stadtteile in Luanda durch einen „Sanitärzaun“ von der Umgebung abgeriegelt, um die Verbreitung des Virus zu verhindern. Es handelte sich zunächst um die Stadtbezirke Futungo und Cassenga. Am 12. Mai wurde das Gebiet um ein Stadtviertel im Bezirk Hoji-ya-Henda ausgedehnt, nachdem dort fünf Übertragungsfälle festgestellt worden waren.

## Statistik
Die Fallzahlen entwickelten sich während der COVID-19-Pandemie in Angola wie folgt:

### Infektionen

Bestätigte Infizierte in der Angola nach Daten der WHO. Oben kumuliert, unten Tageswerte

### Todesfälle

Bestätigte Todesfälle in der Angola nach Daten der WHO. Oben kumuliert, unten Tageswerte